# ميرزا حسين خان سبهسالار
ميرزا حسين قزويني (1206 -1260)الملقب بـمشير الدولة، وبعدها لُقب بـ سبه سالار (أي القائد العام)، ولمدة سنتين كان هو الصدر الأعظم لناصر الدين شاه قاجار.
كان هو ابن ميرزا نبي قزويني. وبعد دراسته المقدمات ودراسته فترة في دار الفنون ذهب إلى عدة مأموريات خارجية، وكان يجيد لغتي الفرنسية والإنجليزية. كان في فترة كونه الصدر الأعظم والمستشار لأمير كبير لمدة ثلاث سنين كان هو القائم بالأعمال الإيراني في بومباي، وبعد رجوعه من الهند أصبح قنصلا لايران في تبليسي، وفي السنوات الأخيرة لصدارة ميرزا اقاخان نوري أصبح وزيرا منتخبا لايران في إسطنبول وكان وزيرا منتخبا من إيران في إسطنبول لمدة عشر سنوات وبعدها ترقى لمرتبة سفير إيران الأكبر وبقي هناك لسنتين أخرى، وكان مستشارا قانونيا وأقرب الناس لسبه سالار حاج قربان هندويي املي.
وقضى مشير الدولة دورة دامت 20 عاما خارج إيران.
في هذه الفترة قضى 12 سنة من اقامته في إسطنبول حيث رأى عن قرب الثورات المنادية بالدستور والبحث في الدستور الاوربي والذي كان لها صدى واسع عند العثمانيين وكان يلاحظ نشاط المفكرين العثمانيين للحصول على القانون الأساسي وبناء مجلس لصيانة الدستور.
وجهز لسفر ناصر الدين شاه لزيارة العتبات المقدسة بالتنسيق مع العثمانيين وبأخذ الأعتماد منه بدأ بالنشاط لإيجاد اصلاحات في شؤون المملكة.
كما عرّف الملك في هذا السفر على أصول الحكومة في الغرب وأسسها الجديدة لبناء الحكم وأشار ليرى المهاجرين الإيرانين الذين فروا من بطش القاجاريين إلى العراق، وفي نهاية سفر الملك من زيارة العتبات المقدسة، احضر ميرزا حسن خان معه إلى طهران وعينه وزيرا للعدل والأوقاف والتوظيف
ـ

## فترة كونه الصدر الأعظم
وصل بعد مدة وجيزة بأمر من ناصر الدين شاه إلى مقام الصدر الأعظم بأن يثابر في الإصلاح. وهو حاول جاهدا حتى يرقى بالدولة والحكومة وأبتدا عمله بتأسيس تسع وزارات وتشيد السكة الحديدية والمواصلات وكما طلب من الملك السفر إلى أوروبا ليتحمس بزيارته تلك لتنشيط إيران كما هو الوضع في أوروبا

### قام سبهسالار في فترة كونه الصدر الأعظم بعدة اصلاحات منها
1ـ تأسيس دار الشورى الكبرى
2- تأسيس إدارة البريد ونشر الطوابع البريدية
3- السعي في تبسيط طرق المخاطبات الحكومية
4- التعزيز والمساندة لدار الفنون
5- إنشاء مدرسة ومسجد سبهسالار
6- نشر الجرائد مثل أحداث العدالة والعسكرية ومريخ والوطن ومفكرة سنوية
7- توظيف مستشارين ومتخصصين نمساويين لإصلاح الأمور المالية في الحكومة واستثمار المعادن
وفي عام 1872 ميلادي أقنع ميرزا حسين خان الملك ناصر الدين شاه أن يعطي امتيازا لرويتر، هذه المعاهد كانت بإمكانها أن تكون عاملا مهما لتطور إيران، كان من مفاد هذه المعاهدة أن يعطي امتيازا لإستخراج كافة المعادن الإيرانية وربط بحر الخزر بالخليج العربي بسكك حديدية وإنشاء الترامواي (القطارات الداخلية) في المدن وتأجير الجمارك لبارون جوليوس دو رويتر الإنجليزي لمدة 70 سنة. وفي المقابل تفويض براءة الابتكار، وعلى اثرها استلم الملك مبلغ اربعين الف جنيه استرليني.
في غياب الملك وسبهسالار رتب المعارضون ترتيبا للإصلاحات وحضروا إلى البلاط في نفس اليوم الذي رجع فيه الملك إلى إيران وسلموه عريضة موثقة من المحكمة طلبوا فيها عزل الصدر الأعظم فنظر الملك لكثرة الاعتراضات والملاحظات الأخرى فطلب الملك من سبهسالار ـ الصدر الأعظم ـ أن يستقيل وقَبٍل استقالته.
وأٌعلن أن معاهدة رويتر ملغية أيضا.
ـ

## سبهسالار بعد فترة الصدر الأعظم
بعد عزله من الصدر الأعظم، تسلم ميرزا حسين خان سبهسالار ولاية كيلان. وبعد فترة أصبح وزيرا للخارجية. وحاول مرة أخرى جاهدا أن يشجع الملك بفكرة التقدم والتطور للبلاد ولكنه لم يوفق لذلك، وفي نهاية المطاف أصبح واليا على خراسان. وفي الثاني من ذي الحجة سنة 1260 هجري شمسي توفي في مدينة مشهد.
ـ